# Княжьегорское сельское поселение
Княжьего́рское се́льское поселе́ние — упразднённое муниципальное образование в составе Зубцовского района Тверской области, существовавшее в 2005 — 2022 годах.
Центр поселения — село Княжьи Горы.

## Географические данные
- Общая площадь: 240,8 км²
- Нахождение: юго-восточная часть Зубцовского района
  - Граничит:
    - на северо-западе — с Ульяновским СП
    - на востоке — с Московской областью, Шаховской район
    - на юге — со Смоленской областью, Гагаринский район
    - на западе — с Погорельским СП

Основные реки — Дёржа (верховье) и Шоша (исток).
Поселение пересекают автомагистраль М9 «Балтия» и железная дорога «Москва — Великие Луки — Рига»

## История
Посёлок Княжьи Горы возник благодаря строительству Московско-Виндавской железной дороги. Согласно проекту, станция Княжьи Горы должна была появиться в другом месте — вблизи одноимённой деревни, которая расположена в 10 километрах от ныне существующего посёлка. Деревня Княжьи Горы, возможно, получила своё название в честь княгини Е. Ф. Шаховской-Глебовой-Стрешневой или кого-то из её предков.
По легенде, княжегорский землевладелец воспротивился строительству станции на своих землях. Он приказал построить «фальшивую» деревню за пределами своих владений. Затем строителям железной дороги было заявлено, что это и есть Княжьи Горы. Там появилась станция, вокруг которой стал разрастаться посёлок. В результате, уже более ста лет в этих местах существуют населённые пункты с одинаковыми названиями («старые» Княжьи Горы входят в Шаховской район Московской области).
В середине XIX — начале XX века деревни поселения относились к Краснохолмской и Ульяновской волостям Зубцовского уезда.
В составе Тверской губернии территория поселения входила в Зубцовский уезд. После ликвидации губерний в 1929 году территория поселения вошла в состав Погореловского района Западной области. В 1935 году Погореловский (Погорелогородищенский, Погорельский) район отошел к вновь образованной Калининской области. В 1960 Погорельский район упразднен, и территория поселения входит в Зубцовский район. В 1963—1965 годах территория поселения входила в Ржевский район.
В 1994 году Благининский, Княжьегорский и Николо-Пустыньский сельсоветы преобразованы в сельские округа.
Княжьегорское сельское поселение образовано в 2005 году, включило в себя территории Благининского, Княжьегорского и Николо-Пустыньского сельских округов.
Законом Тверской области от 07.04.2022 № 9-ЗО муниципальное образование было упразднено с включением всех населённых пунктов в состав  Зубцовского муниципального округа. Населенные пункты обслуживаются Княжьегорским сектором МАУ Развития территории Рубцовского муниципального округа 

## Экономика
Единственное работающее предприятие — Княжегорский леспромхоз.

## Население
| 2010  | 2011  | 2012  | 2013  | 2014  | 2015  | 2016  |
| ----- | ----- | ----- | ----- | ----- | ----- | ----- |
| 1441  | ↘1434 | ↗1440 | ↗1445 | ↘1421 | ↘1377 | ↘1352 |
| 2017  | 2018  | 2019  | 2020  | 2021  |       |       |
| ↘1325 | ↘1302 | ↘1263 | ↘1261 | ↘1160 |       |       |

## Состав сельского поселения
На территории поселения находятся следующие населённые пункты:
| №  | Населённый пункт | Тип населённого пункта       | Население |
| -- | ---------------- | ---------------------------- | --------- |
| 1  | Безумово         | деревня                      | 14        |
| 2  | Благинино        | деревня                      | ↘62       |
| 3  | Болотово         | деревня                      | 14        |
| 4  | Буево            | деревня                      | 0         |
| 5  | Дубровка         | деревня                      | 8         |
| 6  | Житново          | деревня                      | ↘12       |
| 7  | Жуково           | деревня                      | 12        |
| 8  | Зеленьково       | деревня                      | 50        |
| 9  | Княжьи Горы      | село, административный центр | ↘989      |
| 10 | Красный Сад      | деревня                      | 27        |
| 11 | Красный Холм     | деревня                      | ↘23       |
| 12 | Кузьминка        | деревня                      | 6         |
| 13 | Кучино           | деревня                      | 0         |
| 14 | Машутино         | деревня                      | 0         |
| 15 | Мерейкино        | деревня                      | ↘51       |
| 16 | Николо-Пустынь   | деревня                      | ↘113      |
| 17 | Русаково         | деревня                      | 1         |
| 18 | Саурово          | деревня                      | 1         |
| 19 | Селяево          | деревня                      | 5         |
| 20 | Стрелки          | деревня                      | 6         |
| 21 | Тупицыно         | деревня                      | 8         |
| 22 | Шоша             | деревня                      | 23        |
| 23 | Якутино          | деревня                      | 11        |

### Бывшие населенные пункты
На территории поселения исчезли деревни: Бутово, Галузино, Денисовка, Егорьевское, Журавлевка, Ивановское, Львово, Петропавловское, Редькино, Рупинка, Шолгино (Никольский погост) и другие.

## Известные люди
В деревне Красный Холм родился Герой Советского Союза Алексей Иванович Андрешов.

 В деревне Бутово родился Герой Советского Союза Анатолий Иванович Райков.

## Воинские захоронения
На территории поселения находятся братские могилы солдат Красной Армии, погибших во время Великой Отечественной войны.
Список воинских захоронений на территории Княжьегорского сельского поселения.
| № захоронения в ВМЦ | Место захоронения | Захоронено всего | Захоронено известных | Захоронено неизвестных |
| ------------------- | ----------------- | ---------------- | -------------------- | ---------------------- |
| 69-125              | Благинино         | 13               | 13                   | 0                      |
| 69-140              | Княжьи Горы       | 26               | 26                   | 0                      |
| 69-144              | Кузьминка         | 65               | 65                   | 0                      |
| 69-145              | Кучино            | 286              | 286                  | 0                      |